# حول حرب العصابات (كتاب ماو تسي تونغ)
حول حرب العصابات (بالصينية: 抗日游击战争的一般问题؛ النطق: *Kàngrì yóu jí zhànzhēng de yībān wèntí*) هو مؤَلّفٌٌ استراتيجيٌٌ كتبه الزعيم الصيني ماو تسي تونغ ونُشر عام 1937 خلال الحرب الصينية–اليابانية الثانية. يطرح ماو فيه دفاعًا متكاملًا عن شن حرب عصابات كثيفة ومرنة ضد جيش احتلال ياباني متفوق عدديًا وتقنيًا، معتبرًا أن هذه الطريقة تمثل "سلاحًا خاصًا قويًا" لا يمكن استبداله بوسائل الحرب التقليدية.
يعد الكتاب نقطة تحول في التطور العسكري لماو، حيث يُشكل ملخّصًا لتجاربه من "المسيرة الطويلة" (1934–1935)، مما أتاح له دمج الفكر الثوري والسياسي بالممارسة العسكرية ضمن منظور شامل للحرب الشعبية والنظام الذي عبّر عنه لاحقًا في كتاباته عن "الحرب الشعبوية" و"الحرب الممتدة").
اكتسب الكتاب صبغة عالمية بتأثيره في الحركات الثورية في جميع أنحاء العالم، فاستُخدم كنموذج في الستينيات والسبعينيات من قبل ثوريين مثل ڤو نجوين زياب وتشي غيفارا في فيتنام وأمريكا اللاتينية، والكتاب لا يزال مرجعًا لفهم فلسفة التكتيك الاستراتيجي لحرب العصابات ولصياغة منهج يمتزج فيه الجغرافيا الشعبية بالتكتيك العسكري.

## خلفية
نُشر «حول حرب العصابات» عام 1937، مباشرة بعد «المسيرة الطويلة» (1934–1935)، وهي عملية انسحاب استراتيجية خاضتها قوات الحزب الشيوعي الصيني بقيادة ماو والتي مكنته من البقاء وإعادة التنظيم بعيدًا عن العدو. خلال تلك المرحلة، توصّلت تجربته إلى مزيج فعال من حرب عصابات هجومية دفاعية، موائمًا بين المناورة العسكرية والمرونة في مواجهة أسلوب الحصار التقليدي.
قطاع واسع من المنهج العسكري الذي طرحه ماو في الكتاب جسّد النظرية التكاملية لحرب الشعب (People’s War)، القائمة على اتفاق وثيق بين التنظيم الاجتماعي، الجغرافيا الريفية، وإستراتيجية عدم الاشتباك حتى تكوين القوة الذاتية.
لاحقًا، تحوّلت تلك النظرية إلى نموذج قتالي يعتمد عليه ثوار فيتنام وأمريكا اللاتينية، مثل ڤو نجوين زياب، تشي غيفارا وكارلوس ماريغيلا، الذين اعتبروا الريف نقطة انطلاق لنجاح أي تمرد مسلح.
في السياق الأوسع، أصبح تفكيك ماو لحرب الشعب دليلًا على دمقرطة الحرب الشعبية، بمجرد أن طبّقت الولايات المتحدة منهج "الأفكُون" (foco) عبر تشي غيفارا، ليستخدم التكتيكات الماوية في عوامل محلية مثل المستندات على الريف والحشد الجماهيري
بالاعتماد على قواعد مثل الريف والدعم الشعبي والتضامن الطبقي، أصبح الكتاب أحد المصادر المؤسسة لنظرية التمرد الوطني؛ أهميتها تكمن في تحويل تجارب الميدان إلى إطار نظري ممنهج لاستخدامه لاحقًا في صراعات حركات التحرر.

## نظرة عامة

### الفصل 1: تعريف حرب العصابات
يركّز ماو في هذا الفصل على مفهوم حرب العصابات كأداة استراتيجية سياسية وعسكرية متكاملة. يقدمها باعتبارها "سلاحًا خاصًا قويًا" قادر على مقاومة اليابانيين بشكل فعّال، ويؤكد أنها ضرورية لتحقيق النصر ضد جيش أكثر قوة وأقل ترابطًا. يشير ماو إلى أن مثل هذه الحرب تختلف جوهريًا عن الحروب التقليدية، لأنها لا تعتمد على المواجهة المباشرة أو المعارك الحاسمة بل على سلسلة من الضربات الصغيرة والتحركات المستمرة. يؤكد أن نجاح هذه الحرب يشترط اندماج الجماهير الشعبية معها، وفي غياب دعم داخلي حقيقي تصبح حربًا بلا تأثير. ويشير إلى أن مقاومة الاحتلال الياباني لن تُقهر بالحرب النظامية وحدها دون الاستعانة بحرب الشعب. كما يحذّر من اللجوء إلى "صيغ نظرية جامدة" تجاه الحرب غير النظامية، فكل نزاع يتطلب نظرية ملائمة لظروفه السياسية والاقتصادية والاجتماعية. يتناول أيضًا الفرق بين الغارات المستمرة والحرب النظامية، مشددًا على أن أولاهما تهدف لتفكك العدو وإضعاف سلطته عبر هجمات متكررة لا استنزاف كامل. ويشرح أن هيكل وحدات حرب العصابات يجب أن يتسم بالاستقلالية والمرونة، وعدم الاعتماد على القيادة المركزية كما في القوات النظامية. وينهي الفصل بتأكيد أن نجاح حرب العصابات يرتبط بشكل مباشر بالتماسك الثوري الداخلي، إذ بدون ولاء شعبي لن تكون أداة فعّالة. باختصار، يشكّل الفصل مدخلاً يجمع المنهج السياسي، والتكتيك العسكري، ودور الجماهير في منظومة واحدة تهدف إلى تفكيك القوة التقليدية للعدو عبر حركة جماهير شبه عسكرية متماسكة.

### الفصل 2: العلاقة مع القوات النظامية
في هذا الفصل يؤكد ماو على ضرورة اللامركزية والمرونة التكتيكية في وحدات حرب العصابات، مع تقليل الاعتماد على القيادة المركزية الفائقة للغاية. ويشرح أن وحدات العصابات تُعدّ عنصراً أساسياً وقابلاً للعمل بشكل مستقل، على عكس القوات النظامية التي تعتمد على التنسيق والتحكم المركزي، وهو ما يجعل العصابات ملائمة لحروب التمرد الخاطفة. يُبيّن ماو أن الأهمية الاستراتيجية لهذه الوحدات تأتي من قدرتها على التحرك السريع والهجوم المفاجئ في أعماق خطوط العدو، وهو نمط لا يمكن أن تنفّذه الجيوش النظامية بسهولة. ويشير إلى أن التنسيق التكتيكي بين العصابات والقوات النظامية يجب أن يكون على المستوى الاستراتيجي فقط، مع الحفاظ على استقلال العصابات في التفاصيل الميدانية. بمعنى آخر، وحدات حرب العصابات لا تعمل كذراع تابع بل كشبكة متنقلة، تدعم العمليات النظامية من الخلف وتحصر العدو دون تقطع، ثم تتعاون معه لتوجيه ضربات استراتيجية. كما يُبرز أن نشر القوات النظامية ضمن مهام عصابية مؤقتة يعد وسيلة فعالة لتعزيز القدرة الضاربة للوحدات مع الحفاظ على استقلالية الحركة. من هنا جاءت مقولته الشهيرة: "يجب أن تتعاون تكتيكيًّا مع وحدات الجيش النظامي، لكن لا يجب أن تذعن لهيكلة ضبط مركزية"، مؤكّدًا أن الطابع العامل المستقل للعصابات هو ما يمنحها فاعلية حقيقية.

### الفصل 3: أمثلة تاريخية
يركز ماو في هذا الفصل على استلهام خبرات سابقة من مقاومات شعبية ضد قوات الاحتلال، كمصدر تكتيكي لفهم قيمة حرب العصابات:
- يذكر مثال روسيا أثناء غزو نابليون عام 1812، حيث شكّلت مجموعات من الكوزاكس والفلاحين «أقسام عصابات» بلغت حوالي تسع كتائب من 500 مقاتل، نفذت هجمات خلف خطوط الفرنسيين وإضرابات على الإمدادات، مما أسهم في تفكك الجيش الغازي.
- يستشهد كذلك بنتائج مقاتلي إثيوبيا ضد القوات الإيطالية خلال الحرب الإثيوبية-الإيطالية (1935–1936)، حيث اعتمد الجيش الإثيوبي على وحدات حركة متنقلة لتنفيذ هجمات خاطفة ضد المدن المحتلة، في وقت أظهرت الهجمات الكبرى على المدن قدرة هذه التكتيكات على تعطيل تقدّم العدو حتى استنزافه.
- كما يستعرض تمردات صينية سابقة، بما في ذلك تمرد التايبينغ (1850–1864) وثورة الملاكمين (1899–1901)، بوصفها نموذجًا لكيفية انخراط الجماهير الشعبية واعتمادها على السلاح غير المركزي، رغم أن هذه العمليات لم تكن كافية وحدها لتحقيق النصر بدون دعم الجيش النظامي.

### الفصل 4: إمكان تحقيق النصر
في هذا الفصل، يبدأ ماو بتحليل معطيات القوة المتوازنة بين الصين واليابان، مؤكدًا أن:
1. رغم التفوق الجوي والصناعي الياباني، إلا أن طبيعته المونارشية تجعلها تعتمد على انتصار سريع وتقصر مدة الحرب الطويلة على حماية النفس[11].
2. يعتقد ماو أن اليابان تعاني من اعتلال معنوي داخلي؛ فبينما تضطر لنشر مليون جندي فقط في الصين، هناك شعور عام بالـرفض للحرب حتى بين الضباط والجنود اليابانيين أنفسهم[11].
3. الصين، كدولة شاسعة المساحة، تمتلك ميزتين أساسيتين: حجم السكان والتعبئة، بينما اليابان تفتقر إلى الموارد البشرية والمالية للحفاظ على حصتها الطويلة[11].
4. سرعة الصراعات ليست في مصلحة التحالف الياباني، فالقوة البرية المدرّبة تتأهب فقط للضربات الحاسمة وليست مجهزة لحرب استنزاف طويل.
5. اقترح ماو استراتيجية تعتمد على طول الأمد والاستنزاف السياسي والنفسي، مع استغلال البيئة الجغرافية والدعم الشعبي لتقويض العدو تدريجيًا[11].
6. يؤكد أن وحدات حرب العصابات لا تعمل بمعزل عن باقي قوة الثورة، بل تُعد "مرحلة" ضمن حرب شاملة تبدأ بتعبئة سياسية، ثم تهدف للاندماج مع القوات النظامية[11].
7. يرى أن العمل الجماهيري والوحدة الوطنية هما المفتاح، فلا يكون لموجة هجمات العصابات معنى دون دعم شعبي واستمرار التضامن الداخلي[11].
8. في النهاية، يصوغ ماو : "الحرب طويلة محتملة وقد تطول أكثر، لكن النصر قد تتحقق عبر الصمود والتعبئة يدًا بيد مع الشعب"[11].

بهذا، يؤسس الفصل لمنهج "الحرب الشعبوية الممتدة" الذي يعتمد على العلاقة بين المجتمع المحلي، الاستنزاف الطويل، والدعم المدني كتوليفة لطلب النصر.

### الفصل 5: تنظيم الوحدات
يتناول ماو في هذا الفصل بنية تنظيمية لوحدات حرب العصابات، مؤكّدًا أنها يجب أن تكون غير مركزية ومرنة، ترتكز إلى ولاء ثوري كامل وتدعمها القوات النظامية بشكل مرحلي.
وفقًا لما ورد في الكتاب، يجب أن تتكون الوحدات من عناصر محلية ومتحمّسة، يقودهم ضباط من نفس المنطقة وملتزمين بالقضية الثورية. وتوضح نصوصه أن: الضباط يجب أن يكونوا نُبلاء، مخلصين، صامدين تحت الضغط، ويمتلكون قدرات تكتيكية. المقاتلون مطلوب منهم الشجاعة والإقدام، حيث يُمنع التجنيد الإجباري تمامًا. يجب التأكد المستمر من الولاء السياسي داخل الوحدة حتى لا تنتشر الانشقاقات أو التخلّيات. رغم اعتماد هذه الوحدات على مواردها الذاتية، فقد أوصى ماو بالتنسيق مع الجيش النظامي عندما تدعو الضرورة، مثل توفير الإمدادات أو إنشاء قواعد مؤقتة. يشدد على أن تنظيم هذه الوحدات يجب أن يظل متجذرًا في الجماهير الشعبية، لتكون جزءًا من النسيج الوطني وليس قوة منعزلة. ينتهى الفصل بتأكيد أهمية الولاء الكامل للقضية الثورية كأساس لبقاء الوحدة وكفاءتها في المعركة.

### الفصل 6: الأبعاد السياسية
في هذا الفصل، يؤكد ماو على أن الحرب هي أداة سياسية أولًا، وأن الفصل بين السياسة والعسكرية ضرب من الخطأ الجسيم.
- يشدد على ضرورة التنشئة السياسية للمقاتلين، بحيث يكون لديهم فهم راسخ لهدف الحرب التحرري ضد اليابان، وإلا فستخبو عزيمتهم على أرض الصراع الطويل. يؤكد أن المقاتلين يجب أن يضبطوا ذواتهم بقناعات شخصية لا ترتكز إلى السلطة الوحشية، ما يوطد العلاقة بين الضابط والجندي ويعزز الانضباط الذاتي. يرى أن بعض الحقوق المدنية قد تُقيد مؤقتًا لمصلحة الانتصار، مثل تقنين الرقابة واستبعاد عناصر مشكوك فيها من القوات. يستعرض آليات العمل السياسي ضمن الوحدات، مثل تكوين خلايا سياسية داخل الجيش، وتعميم التوعية الشعبية لضمان وحدة المصير بين السكان والمقاتلين. ويضيف أن الحملات السياسية تُوجّه أيضًا نحو تقويض معنويات العدو من خلال خلط الشباك بينه وبين السلطة المضادة داخليًا. يؤكد أن الشعب يجب أن يُشارك بوعي، لأن الحرب الشعبية لا تُبنى إلا على وحدة بين العمل العسكري والمدني، مع معاداة مستمرة للاحتلال. يختم بأن أهداف هذه الحرب ليست عسكرية بحتة، بل تُصاغ لتحقيق تحرّر وطني واجتماعي، وليس مجرد هزيمة خصم عسكري.

### الفصل 7: التكتيك العسكري
يُركّز ماو على تنفيذ ما يُعرف بـ«فرسان الكمين» كتكتيك أساسي، يقوم على الهجوم من محاور متعددة وتحديد التوقيت والمكان المناسبين لتنفيذ الكمائن، يليها الانسحاب السريع حال تراجع العدو.
- يبدأ التكتيك بـالتجمّع السري لوحدات صغيرة عند اقتراب العدو، بحيث يتم تشغيلها لاستهداف فصائل معزولة بوقت مبكر، دون مخاطرة بتصادم واسع. - يصف ماو سيناريو "الهجوم من الشرق، الضربة من الغرب": تضليل العدو بشأن اتجاه الضربة ثمها مفاجأته من محور مختلف. - يشدّد على تحكّم المقاتلين بالوقت والمكان عبر الاستفادة من الظلام أو التضاريس لتعطيل قدرة العدو على المقاومة. الانسحاب الفوري بعد تنفيذ الهجوم هو حجر الزاوية للحفاظ على الكتلة المقاتلة، حيث يُنصح بعدم الدخول في مواجهات مطوّلة ضد قوة أكبر. يعد ماو أن هذه الأساليب تخدم استراتيجية شاملة: تفكيك معنويات العدو وتقويض قوته دون سيطرة ميدانية مطوّلة. في النهاية، يوضح أن الكمين العسكري الناجح يعتمد على معلومات استخباراتية دقيقة وسرعة تنفيذ مدروسة للتحكم بسياق المعركة.
وفقًا لتحليل أكاديمي، تُركّز حرب العصابات على الهجمات الصغيرة والخفيفة ضد خصم أكبر عبر مهاجمة نقاط ضعف متفرقة بدلاً من الانخراط في مواجهات مباشرة. تشير الاستراتيجية إلى أن الكمائن تُستخدم لصنع ضربات خاطفة ومفاجئة نيابةً عن الوحدات الصغيرة، وهو ما يشكّل سُمعة نفسية “العدو يمكن أن يتعرض للهجوم في أي مكان”. يسمح هذا التكتيك للقلّة المسلحة بفرض تكاليف نفسية ومادية كبيرة على الخصم بفعالية تكتيكية منخفضة التكلفة. يتخذ عدة مراحل: التخطيط السري، الاستعداد بناءً على معلومات استخباراتية، التنفيذ المفاجئ، والانسحاب الفوري قبل وصول التأكيدات الخلفية. وتُعد هذه التكتيكات "تكتيكات الكمائن المحسوبة" الذي قال عنها الأمثلة مثل "العدو يهجم نرتد، نطارده؛ يثبت نهاجمه" إشارةً لسرعة المناورة المستمرة. وخلال معارك عصابية آخر، مثل حرب فيتنام، اعتمدت قوات Viet Cong على الكمائن الليلية التي **استنزفت معنويات العدو عبر الضربات المتكررة والمتنوعة. يتبين أن السرعة والانتشار الجغرافي هما العنصران المركزيان، إذ تُحدث الكمائن تشتتًا يعطل العمليات النظامية المعتادة للعدو الكبير. في نهاية الأمر، يُصنّف هذا النمط من التكتيك بأنه حرب تنذر وليست تقضي بالكامل؛ الجيش النظامي لا يُهزم في معركة كبرى، بل يُنهك تدريجيًا بحدة عدة حركات متواصلة.

## الأطر الاستراتيجية والعمليات
يعتمد النموذج الكلاسيكي لماو على استراتيجية مكوّنة من ثلاث مراحل رئيسية للحرب الشعبية، تمتد عبر نطاق طويل وتتنقل ما بين عمليات غير نظامية ونمط حرب نظامية تدريجية:
المرحلة الأولى – القواعد الثورية: حيث يتم «الاستيقاظ وتنظيم الجماهير»؛ تبدأ بتأسيس قواعد محصّنة في المناطق النائية، وتشكيل خلايا منظمة مستقلة تساعد على حفظ التسليح والتدريب الأولي والتجنيد القاعدي.
المرحلة الثانية – تصعيد العمليات: خلال هذه المرحلة تتوسع أنشطة حرب العصابات تدريجيًا، باستغلال الضربات المتكررة على قوات العدو ومؤسساته لتحقيق ركود عسكري، مما يمهد الطريق لتكامل عمليات القوات النظامية تدريجيًا.
المرحلة الثالثة – الحرب النظامية: بعد إضعاف العدو عبر فترة ممدودة، تنتقل الحركة الثورية إلى الهجوم النظامي المفتوح بهدف احتلال المدن الكبرى وتغيير النظام، في ختام الصراع.
يتضمن المقترح التكتيكي لهذا النموذج السيطرة على إيقاع المعركة، بحيث يتم التأقلم بانسيابية مع زمن العدو ومجاله الميداني، بينما يتحاشى المواجهة المباشرة حتى النقطة الحرجة.
وقد اعتمدت البحرية الأميركية هذه النظرية ضمن منهج (FMFRP 12‑18)، معتبرةً أن الجمع بين الإطار السياسي الثوري وهجمات العصابات المدعومة بأسلوب تدريجي هو ما يشكّل «مناهج التدريب الاستراتيجي» الأساسية في الحروب غير التقليدية.

## التأثير العالمي
أصبح «حول حرب العصابات» مصدر إلهام وتطبيق لحركات تمرد وثورات في مختلف أنحاء العالم:
- استخدم تشي غيفارا مبادئ ماو كأساس لتخطيط حركته في كوبا وأمريكا اللاتينية، من خلال كتابه «حرب العصابات»، حيث أشار: "نظرنا دائمًا إلى الرفيق ماو تسي تونغ" كمصدر تعليمي لتكتيكات العصابات الحرة.
طبق ڤو نجوين زياب، قائد فيتنام الشمالية والفيت كونغ، نموذج الحرب الشعبي، معزّزًا لمساحة الحركة الريفية كقاعدة للتمرد.
كشف تحليل أكاديمي أن استراتيجية «حرب الشعب» أدى تطبيقها إلى تغلغل حركات مسلحة في أكثر من 50 حركة وثورة حول العالم، خاصة في أفريقيا وآسيا وأميركا اللاتينية.
تلقّت نظرية ماو اهتمامًا عبر مؤتمر تريكونتيننتال (1966)، حيث أيد ممثلون عن فيتنام، كوبا، وأفريقيا اعتماد حرب عصابات كنموذج موحد في مواجهة “الإمبريالية”.
دراج الكتاب ضمن مناهج تدريب "FMFRP 12‑18" في مشاة البحرية الأميركية يشير إلى الأثر العملي الفوري على تكتيكات العقيدة الغربية الحالية.
بالتالي، تحوّل «حول حرب العصابات» من تجربة ثورية محلية إلى إطار عالمي لتبرير وأساليب التمرد، وتفاعل معه أكثر من خمسة عقود من الحركات المسلحة والدراسات العسكرية السياسية.

## روابط خارجية
- "ماو حول حرب العصابات" - أرشيف الإنترنت
- حول حرب العصابات - أرشيف ماركسيست
- استراتيجيات حرب العصابات - Britannica